# Shanghai Open 2001
Lo Shanghai Open 2001  è stato un torneo di tennis giocato sul cemento. È stata la 6ª edizione dell'Kingfisher Airlines Tennis Open, che fa parte della categoria International Series nell'ambito dell'ATP Tour 2001.  Il torneo si è giocato a Shanghai in Cina, dal 17 al 23 settembre 2001.

## Campioni

### Singolare maschile
Rainer Schüttler ha battuto in finale  Michel Kratochvil con il punteggio di 6–3, 6–4

### Doppio maschile
Byron Black /  Thomas Shimada hanno battuto in finale  John-Laffnie de Jager /  Robbie Koenig con il punteggio di 6–2, 3–6, 7–5